# 9489 Танемахута
9489 Танемахута (9489 Tanemahuta) — астероїд головного поясу, відкритий 25 березня 1971 року.
Тіссеранів параметр щодо Юпітера — 3,385.
Названий за ім'ям бога лісів народу маорі в Новій Зеландії і назвою великого дерева каурі.